# Nagibno krilo
Nagibno krilo  (ang. Tiltwing) je značilnost zrakoplova z gibljivimi krili. Krila so v horizontalni poziciji za normalen let (kot normalno letalo), za pristajanje in vzletanje pa so v vertikalni poziciji. Koncept je podoben nagibnem rotorju, pri katerem se giba samo rotor in motor. Tiltwing letala imajo tipično VTOL (Vertical Take-Off and Landing) sposobnosti - podobno kot helikopter. 
Tiltwing ima nekatere prednosti v primerjavi z nagibnim rotorjem (tiltrotor). Koncept je energetsko bolj učinkovit, npr. pri tiltrotorju V-22 Ospreyu se zgubi približno 10% vzgona zaradi interference zraka s krilom. . Ima pa tiltorotor po navadi krajšo vzletno razdaljo. Največja slabost tiltwinga je krmiljenje pri lebdenju. Zaradi velike površine krila, ko je v vertikalni poziciji je težko upravljati zrakoplov v bočnem vetru.  Največkrat imajo tiltwing zrakoplovi turbopropelerski ali turbogredni pogon, možen bi bil tudi raketni oziroma reaktivni pogon. 
Podoben sistem je gibljivo krilo, pri katerem se spreminja naklon krila.

## Seznam zrakoplovov z nagibnimi krili
- 1957 - Vertol VZ-2
- 1959 - Hiller X-18
- 1964 - LTV XC-142
- 1965 - Canadair CL-84